# Plantagebuurt
Die Plantagebuurt (deutsch Plantageviertel), auch Plantage oder Plantage Amsterdam genannt, ist ein Stadtteil in der Innenstadt von Amsterdam und hat 2.520 Einwohner (Stand: 1. Januar 2024).

## Geschichte
Die Plantagebuurt grenzt an die Nieuwe Herengracht (Neue Herengracht), die Plantage Muidergracht, Singelgracht und dem Entrepotdok.
Um 1662/1663 wurde bei der vierten Stadterweiterung von Amsterdam
(vierde vergroting van de stad) beschlossen, das Gebiet östlich der
Amstel zu bebauen. Der nördliche Teil, die heutige
Plantage, wurde von Gemeindevorstand (gemeentebestuur) in
Parzellen eingeteilt, die als Garten vermietet wurden. Im 18. Jahrhundert war die Plantage Amsterdam ein Lustgarten für die städtischen Einwohner. Nach 1860 wurde aus dem Gebiet ein Wohnviertel.
Ende des 19. Jahrhunderts entstanden in der Plantagenbuurt mehrere
Theater. Das Panoramagebouw (1880–1935) und das Zomertheater (von 1879). Zwischen 1892 und 1911 die Parkschouwburg und die Artis Schouwburg (die spätere Hollandsche Schouwburg). 2012 befinden sich in dem Stadtteil mehrere Museen: das Zoölogisch Museum (in: Artis), das Geologisch Museum, das Verzetsmuseum Amsterdam und das Vakbondmuseum (Gewerkschaftsmuseum).

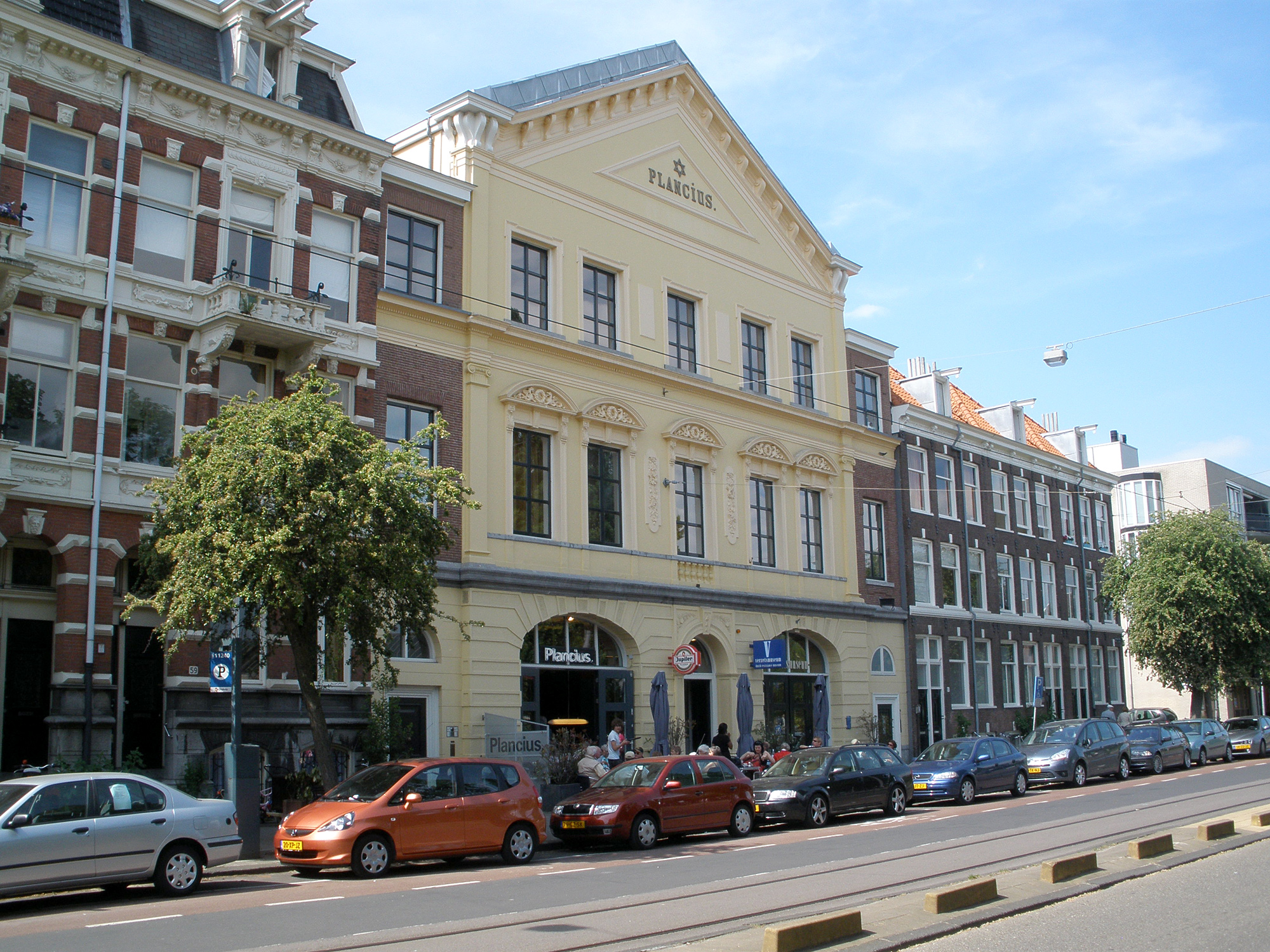
Verzetsmuseum

Im 19. Jahrhundert wurde die Amsterdamsche Omnibus Maatschappij gegründet. 1875 fuhr die erste Pferdebahn (paardentramlijn)
von der Plantage zum Leidseplein. Die Pferdebahn wurde 1903
durch die elektrische Straßenbahn ersetzt.
Die Brücke mit der Nr. 259 über der Gracht zur Plantage Kerklaan wurde nach der Widerstandskämpferin Laura Carola Mazirel (1907–1974) benannt.
2011 hatten 16 kulturelle Institute in der östlichen Innenstadt von
Amsterdam, darunter die Plantagebuurt, mehr als vier Millionen Besucher. 2006 waren es 3.400.000. Die Museen und Theater arbeiten seit mehr als 10 Jahren zusammen unter dem Namen Plantage Amsterdam.

## Sehenswürdigkeiten (Auswahl)
- Der Wertheimpark mit Auschwitzmonument
- De Appel Arts Centre
- ARCAM Architekturzentrum
- Gassan Diamonds
- Hermitage Amsterdam
- Hollandse Schouwburg
- Hortus Botanicus Amsterdam (Botanischer Garten)
- Joods Historisch Museum (Jüdisch-Historisches Museum)
- Museum Het Rembrandthuis
- Koninklijk Theater Carré
- Muziektheater Amsterdam
- Artis Zoo
- Portugiesische Synagoge
- Het Scheepvaartmuseum (Das Schifffahrtsmuseum)
- Science Centre NEMO
- Tropenmuseum
- Verzetsmuseum Amsterdam (Niederländisches Widerstandsmuseum)

## Verkehrsverbindung
Durch die Hauptstraße, der Plantage Middenlaan, des Stadtviertels
fahren die Straßenbahnen Nr. 9 und 14.